# 内木志
内木 志（ないき こころ、1997年〈平成9年〉4月6日 - ）は、日本の女優、元アイドル。女性アイドルグループNMB48の元メンバー。元サムデイ所属。滋賀県出身。

## 来歴
2013年「第1回AKB48グループ ドラフト会議」において、NMB48チームBIIに第2巡目で指名される。
2016年10月18日、「組閣」（チーム再編成）により、チームNへの異動が発表される。
2016年10月19日、NMB48の16thシングル『僕以外の誰か』（12月26日発売）で、シングル表題曲選抜メンバーとして初めて選出されたことが発表される。
2018年「AKB48 53rdシングル 世界選抜総選挙」第54位（22,102票）。
2019年1月1日、「大組閣」により、チームBIIへの異動が発表される。
2019年7月4日、チームBII 5th Stage「2番目のドア」公演にて、NMB48を卒業することを発表。8月19日、卒業公演が行われる（同日をもってNMB48としての活動を終了）。
2019年10月1日、サムデイへの所属を発表。
2020年1月10日、鹿児島県・ヨロン島特命大使就任。
2020年7月19日、内木志フォトブック「こころの旅～CoCo46n.」（ABコンサルティング）を発売。9月11日、ファースト写真集『こころまち』（双葉社）を発売。

## NMB48での参加曲

### シングル選抜曲
NMB48名義
- 「高嶺の林檎」に収録
  - 一週間、全部が月曜日ならいいのに…
  - 傘はいらない
- 「らしくない」に収録
  - スターになんてなりたくない - 「Team BII」名義
- 「Don't look back!」に収録
  - ロマンティックスノー - 「Team BII」名義
- 「ドリアン少年」に収録
  - 心の文字を書け! - 「Team BII」名義
  - サヨナラ、踵を踏む人 - 「難波鉄砲隊其之七」名義
- 「Must be now」に収録
  - 片想いよりも思い出を…
  - 空腹で恋愛をするな - 「Team BII」名義
- 「甘噛み姫」に収録
  - フェリー - 「Team BII」名義
  - 虹の作り方
- 「僕はいない」に収録
  - 妄想マシーン3号機 - 「Team BII」名義
- 僕以外の誰か
  - 孤独ギター - 「Team N」名義
- 「ワロタピーポー」に収録
  - どこかでキスを - 「Team N」名義
- 「欲望者」に収録
  - 阪急電車 - 「Team N」名義
- 「僕だって泣いちゃうよ」に収録
  - ロマンティックなサヨナラ - 「アンダーガールズ」名義（川上千尋とのWセンター）
  - 嘘つきマシーン - 「Team N」名義
- 床の間正座娘
  - アップデート - 「Team BII」名義
  - 2番目のドア

AKB48名義
- 「#好きなんだ」に収録
  - プライベートサマー - 「SHOWROOM選抜」名義
- 「センチメンタルトレイン」に収録
  - ある日 ふいに… - 「フューチャーガールズ」名義
- 「NO WAY MAN」に収録
  - 耳を塞げ! - 「チームナイスファイト」名義

### アルバム選抜曲
NMB48名義
- 『世界の中心は大阪や 〜なんば自治区〜』に収録
  - 君にヤラレタ - 「Team BII」名義
- 『難波愛〜今、思うこと〜』に収録
  - まさかシンガポール
  - 難波愛

## 出演

### 舞台
- KAKERU（2019年1月12日 - 15日、シアターサンモール / 2月9日 - 10日、YES THEATER） - ツバメ 役[8]
- 劇団往来 35周年 第52回公演「アイバノ☆シナリオ」（2019年12月19日 - 22日、近鉄アート館） - 主演・井野菜緒 役
- KAGEKI 黒蜥蜴（2020年2月14日 - 16日、近鉄アート館） - 岩瀬早苗、葉子 役
- イサヤ島の王女と神の右腕（2020年10月15日 - 18日、CBGKシブゲキ!!） - ナバナ姫 役
- 生配信演劇「手のひらをスポットライトに〜KoiKoiに降る物語」（2020年12月8日 - 11日） - 山下リンカ 役
- 朗読劇「グーとパーでチョキを出す」（2020年12月18日 - 19日、オルタナティブシアター） - アオイ 役
- 朗読劇「命のバトン2021」（2021年2月18日 - 21日、労音大久保会館R'sアートコート） - 花村、大國 役
- ANIME&GAME SYMPHONY JAPAN WORLD TOUR 東京公演（2021年2月27日、サントリーホール）
- たやのりょう一座
  - 第7回公演「あゝ涙乃橋商店街」（2021年4月21日 - 28日、木馬亭）  - 柴田千代 役
  - 第9回公演 怪盗☆ドラゴンカンパニー vol.2「グレイン島のレジスタンスと禁断の果実」（2022年1月19日 - 23日、CBGKシブゲキ!!）[9]
- Girls Reading Theater 「若草物語」（2022年3月12日・13日、浅草花劇場）[10]
- 素敵なカミングアウト（2022年5月17日 - 22日、六行会ホール） - 城ケ崎舞子 役
- AUBE GIRL'S STAGE 第10回公演「ため生き2022」（2022年8月31日 - 9月4日、築地本願寺ブディストホール） - 主演・荻野綾 役[11]

### 映画
- よしもと新喜劇映画「女子高生探偵あいちゃん」（2018年3月17日、KATSU-do）[12]
- 右へいってしまった人（2023年12月1日、REGENTS） - 沙耶香 役[13]
- 月のこおり（2025年11月21日公開予定、ギグリーボックス）[14]

### ドラマ
- ホットママ 第2話 - 第3話（2021年、Amazon Prime Video）

### PV
- 与論島「Yoron Blue」 - ヨロンブルー 役

### ラジオ
- charge!「ここちゃんの志ん中」（2016年2月9日 - 、FM滋賀）[15]

#### 音声配信
- よゐこ有野のノーギャラジオ（2023年5月1日、Radiotalk）[16]

## 出版

### フォトブック
- 内木志フォトブック「こころの旅～CoCo46n.」（2020年7月19日、ABコンサルティング、撮影：鈴木ゴータ）[6]
- 内木志カレンダーブック2021（2020年11月21日、ABコンサルティング、撮影：河野英喜）

### 写真集
- こころまち（2020年9月11日、双葉社、撮影：植野恵三郎）ISBN 978-4575315714[7]
- various（2021年12月15日、KADOKAWA、撮影：田中智久）ISBN 978-4046055026
- こころ模様（2023年3月24日、らんくう、撮影：佐藤裕之）ISBN 978-4910715049

### 映像作品
- こころのこころ（2023年4月20日、らんくう）

### トレーディングカード
- 内木志 ファースト・トレーディングカード（2024年11月23日、ヒッツ）[17]